# أفرو بورغا
أفرو بورغا طائرة أحادية السطح  بنيت من قبل شركة أفرو لاختبار نظام فريد من السيطرة الجانبية. تعمل بمحرك واحد ولها مقعدين محركات اثنين مقعد أحادية السطح ، مزودة تفاضلي تعمل الأسطح فوق وتحت الوسطى من جسم الطائرة.

## المواصفات
مصدر البيانات: Jackson 1965، صفحة 45
الخصائص العامة
- طاقم العمل: one
- السعة: one passenger
- الطول: 29 قدم 0 إنش (8.84 م)
- المحرك: 1 × غنوم و رون 7-cylinder rotary, 50 حصان (37 كيلو وات) لكل